# Bell P-59 Airacomet
El Bell P-59 "Airacomet" fou un caça de reacció desenvolupat per la Bell Aircraft Corporation durant els anys 40. Va ser el primer caça de reacció construït pels Estats Units.

## Història
Després d'observar el Gloster E.28/39 en vol, el General de la USAAF "Hap" Arnold va suggerir als Estats Units que desenvolupés un avió de reacció immediatament. Es va acordar que la Bell Aircraft Co. s'encarregaria de dissenyar el fuselatge i que la General Electric produiria còpies del motor de reacció anglès Whittle. El projecte es va mantenir en alt secret, fins al punt en què es col·locava un hèlix fals al morro de l'avió quan aquest estava a terra per ocultar la seva veritable naturalesa.
La primera versió de l'Airacomet, l'XP-59A va volar per primer cop l'1 d'octubre de 1942, amb el pilot Robert Stanley als controls. Es va demostrar que la manca de potència dels motors feia que les prestacions de l'avió no fossin una millora significativa respecte als caces d'hèlixs P-47 Thunderbolt i P-51 Mustang. Com la majoria de motors de reacció en aquella època, el motor de l'Airacomet era poc fiable, i l'avió mostrava problemes de control. A més, la majoria de pilots que el van provar en vol no tenien experiència amb els motors de reacció. Tot i això, la USAAF fa demanar 80 Airacomets, fins i tot abans que aparegués el YP-59, una versió de l'Airacomet millorada. La USAAF tenia pressa per aconseguir un caça de reacció, ja que països com Alemanya, el Regne Unit i la Unió Soviètica ja estaven treballant amb la tecnologia "jet".
L'Airacomet estava armat amb un canó de 37 mm i tres metralladores de 12.7 mm muntats a la proa, i els dos motors donaven una potència de 907 kg cadascú. Tot i això, es veié clarament que el disseny no era millor que els caces de pistons actuals de l'època. No obstant, el P-59 serví com a avió d'entrenament ideal per introduir els pilots nord-americans a la nova era dels motors de reacció. En total, l'XP-59 va realitzar 59 hores i 55 minuts de vol.

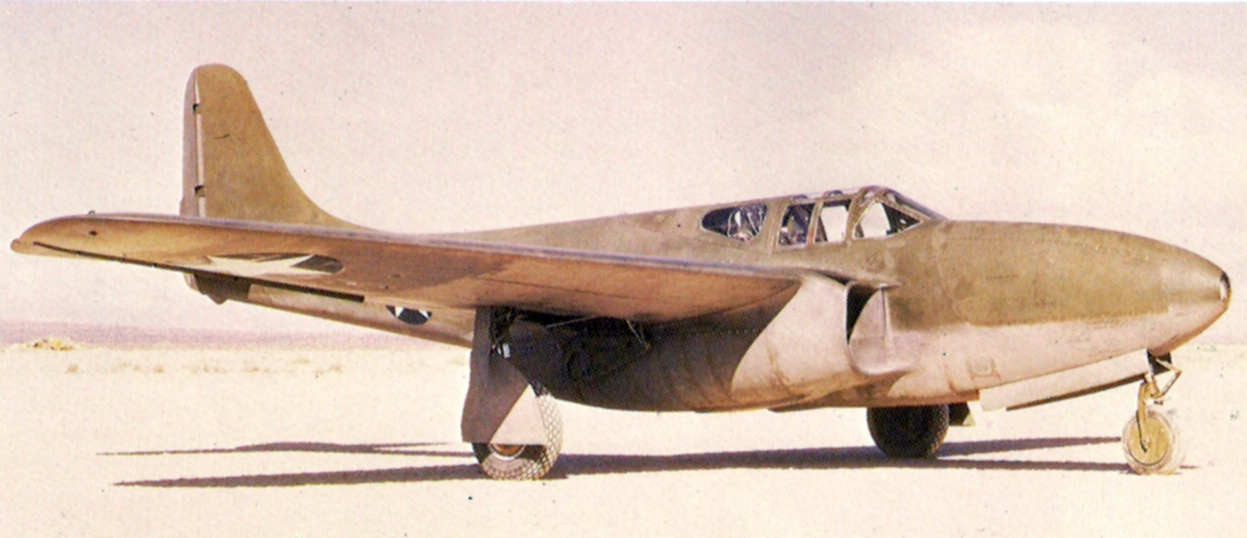
XP-59A Airacomet a Muroc (actualment Edwards AFB), el 1942, pintat amb el color verd oliva militar.

## Especificacions (P-59B)
Dades de The American Fighter:

### Característiques generals
- Tripulació: 1 Visió esquemàtica del P-59A

- Llargada: 11,84 m

- Alada: 13,87 m

- Alçada: 3,76 m

- Superfície alar: 35,86 m²

- Pes buit: 3.704 kg

- Pes carregat: 5.008 kg

- Pes màxim d'enlairament: 6.214 kg

Visió esquemàtica del P-59A

- Motors: 2 × turboreactors General Electric J31-GE-5 amb 8,9 kN d'empenyiment cadascun

### Prestacions
- Velocitat màxima: 665 km/h, a 9.140 m d'altitud

- Velocitat de creuer: 604 km/h

- Autonomia: 604 km

- Sostre de servei: 14.080 m

- Temps per arribar a 9.140 m d'altitud: 15 min 30 s

### Armament
- Metralladores:

1x canó automàtic de calibre 37 mm
3x metralladores de calibre 12,7 mm
- Coets: 8 × coets de 30 kg de pes

- Bombes: bombes de 910 kg de pes